# 費洛希普 (佛羅里達州)
費洛希普（英語：Fellowship）是位於美國佛羅里達州馬里昂縣的一個非建制地區。該地的面積和人口皆未知。

## 地理
費洛希普的座標為29°14′49″N 82°17′32″W / 29.24694°N 82.29222°W，而該地的平均海拔高度為53米（即174英尺）。